# Colette Rolland
Pour les articles homonymes, voir Rolland.
Colette Rolland, parfois nommée Colette Rolland-Benci, née le 19 décembre 1943 à Dieupentale, est une informaticienne, professeure et chercheuse française.
A été directrice du Centre de Recherche en Informatique de l'université Paris 1 Panthéon-Sorbonne dont elle est à l'origine de la fondation, elle est spécialisée dans les systèmes d'information et de connaissances, la méta-modélisation et l'ingénierie des méthodes.

## Biographie
En 1966, Rolland étudie les mathématiques appliquées à l'Université de Nancy, où elle obtient son doctorat en 1971. En 1973, elle est nommée professeur à l'Université de Nancy, Département de l'informatique. En 1979, elle devient professeure à l'Université de Paris 1, Département de mathématiques et d'informatique de Panthéon-Sorbonne. Elle a participé à un grand nombre de projets de recherche européens et a utilisé des projets de recherche coopérative avec des entreprises. Elle est actuellement professeur émérite d'informatique dans le département de mathématiques et informatique.